# 东方无线鳎
东方无线鳎（学名：Symphurus orientalis）为輻鰭魚綱鰈形目鰨亞目舌鳎科无线鳎属的鱼类，俗名东方鞋底鱼、牛脾、东方无线舌鳎。分布于东达日本南部以及南海北部到黄海东部等，属于亚暖水性底层海鱼。其常见于水深约270-519、7米海区以及在水深约200米泥沙底海区也偶尔可捕得，體長可達10公分。该物种的模式产地在日本。
其种加词“orientalis”意为“东方的”。